# 지방도 제446호선
지방도 제446호선은 강원특별자치도 인제군 남면 신남리와 홍천군 내면 원당삼거리를 잇는 강원특별자치도의 지방도이다.
이 지방도는 본래 노선명과 같이 중간에 오대산을 거쳐 평창군 진부면까지 이어지는 도로였으나 사실상 통행이 불가능하고 오대산이 국립공원 지역이기 때문에 오대산을 지나는 구간은 2009년 2월에 지방도에서 해제되었으며 2009년 3월부터 통행이 금지되었다.

## 연혁
- 2003년 2월 15일 : 노선 폐지 및 재지정[2]
- 2009년 2월 27일 : 오대산 국립공원을 통과하는 구간 노선 폐지[3]

## 주요 경유지
- 인제군
  - 남면 신남리 - 신남 교차로 - 신풍 교차로 - 다물 교차로 - 어론리 - 갑둔고개 - 소치리 - 갈고개 - 술구너미고개
  - 상남면 김부리 - 비둑재 - 상남리 - 상남삼거리 - 상남우체국 - 미산1교 - 미산2교 - 미산3교 - 미산리 - 칠전1교 - 칠전2교

- 홍천군
  - 내면 생둔2교 - 생둔1교 - 광원리 - 자운교 - 원당삼거리

### 해제 구간
이 구간은 2009년 3월부터 폐지되었으며 이후 자동차는 통행할 수 없다.
- 홍천군
  - 내면 원당삼거리 ~ (국도 제56호선과 중복) ~ 명개삼거리 - 명개리 - 두로령

- 평창군
  - 진부면 두로령 - 북대사 - 관대거리 - 동산리 - 월정사 - 병안삼거리

## 중복 구간
- 인제군 남면 신남리 ~ 다물 교차로 : 국도 제44호선과 중복
- 인제군 상남면 상남삼거리 ~ 상남우체국 : 국도 제31호선과 중복

## 도로명
- 인제군 남면 신남리 ~ 다물 교차로 : 설악로
- 인제군 남면 다물 교차로 ~ 상남면 상남삼거리 : 김부대왕로
- 인제군 상남면 상남삼거리 ~ 홍천군 내면 원당삼거리 : 내린천로